# Espeleotema
Espeleotemas es la denominación formal para lo que comúnmente se conoce como «formaciones de las cavidades». La palabra, procede del griego (σπήλαιον, spḗlaion, 'cavidad' + θέμα, théma, 'depósito') y se refiere generalmente a depósitos minerales secundarios formados en cuevas tras la génesis de estas. No existen solo espeleotemas secundarios, sino también primarios, dependiendo del tipo de cueva en que se encuentren. El término espeleotema fue acuñado en 1952 por el espeleólogo estadounidense G.W. Moore.

## Espeleotemas en cavernas kársticas (espeleotemas secundarios)

### Generalidades
|  | Sección transversal de una cueva kárstica. El dibujo muestra diferentes tipos de espeleotemas: - A—Estalactita - B—Macarrones - C—Estalagmita cónica - D—Estalagmita - E—Columna - F—Banderola, cortina o velo - G—Colada con cortinas - H—Helictitas - I—Leche de luna - J—Gours - K—Calcita espática - L—Colada - M—Terreno kárstico - N—Aguas subterráneas - O—Disco o paleta - P—Mamelares - Q—Perlas - R—Cono de las cavernas - S—Cornisas o repisas de piedra - T—Dosel de baldaquino - U—Estalactita bulbosa - V—Conulito - W—Falso suelo - X—Bandejas - Y—Calcita flotante - Z—Coraloides - AA—Antoditas - AB—Botroide - AC—Uñas - AD—Speleoseismites - AE—Reticulado - AF—Anemolito - AG—Caos (derrumbes) - AH—Coraloide |

El agua de filtración a través de las grietas del terreno en las proximidades de una caverna puede disolver ciertos compuestos, normalmente calcita, aragonito (carbonato cálcico) y yeso (sulfato cálcico). La cantidad de mineral disuelto depende, entre otros factores, de la concentración de dióxido de carbono y temperatura de la disolución. Cuando esta solución alcanza una caverna llena de aire, la descarga de dióxido de carbono altera la capacidad del agua para mantener estos minerales en disolución, provocando que precipiten. Con el tiempo, que puede ser de decenas de miles de años, la acumulación de estos precipitados puede formar espeleotemas secundarios.
Los espeleotemas secundarios no se forman únicamente en cavernas kársticas, aunque es en ellas donde mejor se aprecian. También pueden formarse en cualquier otra cavidad donde el goteo de agua cargada de minerales procedentes del terreno tenga ocasión de precipitar. De este modo, pueden encontrarse espeleotemas secundarios en tubos volcánicos que se encuentren en terrenos húmedos e incluso en cavidades artificiales, como minas, siempre que transcurra el tiempo necesario para su formación.

### Formas secundarias comunes
- Estalactitas;
- Estalagmitas;

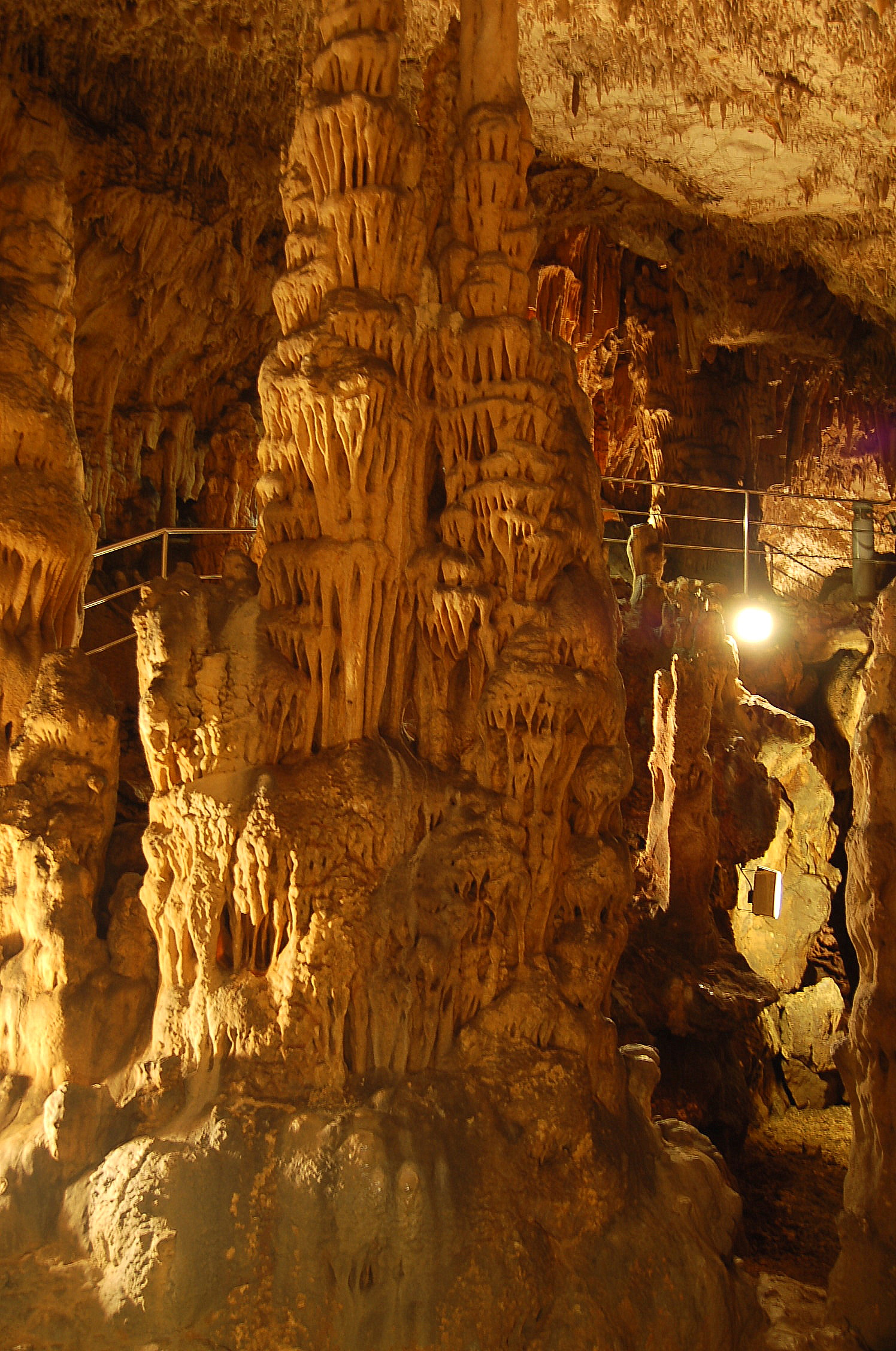
Columna de acreción en la cueva de Biserujka, isla de Krk, Croacia.

- Columnas de acreción, por unión de estalactita y estalagmita;
- Excéntricas o helictitas;
- Coladas;
- Banderolas;
- Pisolitas o perlas de cavernas;
- Gours;
- Antiestalagmitas o conulitos;
- Mondmilch, moonmilk o leche de luna.

Los espeleotemas secundarios formados por calcita pura son de un color blanco transparente, pero generalmente aparecen coloreados por minerales como hierro, cobre o manganeso, o pueden ser marrones por la inclusión de partículas de barro o sedimentos.

### Química
Muchos factores influyen en la forma y color de los espeleotemas secundarios, incluyendo la cantidad y dirección de la filtración de agua, la cantidad de ácido en la disolución, la temperatura y humedad ambiental de la cueva, corrientes de aire, el clima de la superficie, la cantidad de precipitaciones anual y la densidad de la cobertura vegetal exterior.
La mayor parte de la química de la caverna kárstica se desarrolla en torno a la calcita, CaCO3, el mineral primario en la roca caliza. Es un mineral poco soluble, cuya solubilidad aumenta con la introducción de dióxido de carbono, CO2. Es paradójico que su solubilidad disminuye conforme la temperatura aumenta, al contrario que la gran mayoría de los sólidos disueltos. Esta disminución se debe a interacciones con el dióxido de carbono, cuya solubilidad disminuye con elevadas temperaturas. Cuando el dióxido de carbono se libera, el carbonato cálcico precipita.
Muchas otras disoluciones en las cavernas no están compuestas de caliza o dolomita, sino de yeso (sulfato cálcico hidratado), cuya solubilidad aumenta proporcionalmente con la temperatura.

### Testigos del clima
Se pueden tomar muestras de espeleotemas secundarios, al igual que un núcleo de hielo como un registro de cambios climáticos pasados. Una característica de estos espeleotemas es su capacidad única para ser datados con gran precisión mucho más allá del periodo Cuaternario utilizando la técnica de datación por series de uranio.
Las estalagmitas son particularmente útiles para crear registros paleoclimáticas por su forma relativamente simple como trazas de isótopos de oxígeno, carbono y cationes. Estos pueden aportar pistas sobre precipitaciones, temperatura y cambios en la vegetación durante los últimos ~ 500 000 años.

### Datación absoluta
Otro método de datación es mediante resonancia paramagnética electrónica (RPE). Se trata de una técnica espectroscópica sensible a electrones desapareados. Permite calcular la edad del espeleotema a partir de la dosis de radiación total acumulada en la muestra y la dosis anual a la que está expuesta. Desafortunadamente, no todas las muestras son válidas para la datación mediante RPE: La presencia de impurezas catiónicas tales como Mn2+, Fe2+, o Fe3+, materia orgánica, pueden alterar la muestra. Los niveles de radiación deben ser estables en el tiempo geológico, es decir, deben tener una vida útil muy larga para hacer posible la datación. Además, defectos superficiales inducidos por la molienda de la muestra, pueden provocar una datación incorrecta. De hecho, solo unos pocos porcentajes de las muestras analizadas son adecuadas para la datación. Uno de los principales desafíos de la técnica es la identificación correcta de los radicales libres inducidos por la radiación y su gran variedad relacionada con la naturaleza y la concentración variable de las impurezas presentes en la red cristalina de la muestra. La aplicación de la espectroscopia EPR/ESR puede ser complicada y debe aplicarse con discernimiento. No es una técnica que sustente por sí misma una datación: Se necesitan múltiples líneas de evidencia y múltiples líneas de razonamiento en la datación absoluta.

## Espeleotemas en cuevas volcánicas (espeleotemas primarios)
Los espeleotemas se forman también en las cuevas volcánicas como los tubos de lava. Aunque en ocasiones son similares en apariencia a los presentes en las cuevas kársticas, los espeleotemas primarios presentes en los tubos volcánicos están formados por el enfriamiento de la lava residual en el interior de la cueva. Dependiendo de la edad del tubo volcánico y del terreno en que se encuentre, pueden formarse en su interior otros espeleotemas secundarios, como pequeñas estalactitas y diversas concreciones, gracias a aportes de agua con minerales disueltos que acaban precipitando.
Los espeleotemas primarios más comunes en los tubos de lava son:
- Estafilitos o estalactitas de lava, de diversos tipos (cónicos, estriados, laminados...);
- Castillos o estalagmitas de lava;
- Estrías de avance.

Los espeleotemas secundarios más comunes en tubos de lava de cierta antigüedad son:
- Concreciones, generalmente calcáreas, que se suelen agrupar en racimos, o de yeso;
- Micro-estalactitas. Comienzo de formación de una estalactita, generalmente sobre un estafilito preexistente;
- Microgours. Comienzo de formación de gours sobre zonas de lava lisa.